# Lonicera trichosantha
Lonicera trichosantha är en kaprifolväxtart som beskrevs av Louis Édouard Bureau och Franch. Lonicera trichosantha ingår i släktet tryar, och familjen kaprifolväxter. Utöver nominatformen finns också underarten L. t. xerocalyx.